# Aschema pallida
Aschema pallida är en spindelart som beskrevs av Rudy Jocqué 1991. Aschema pallida ingår i släktet Aschema och familjen Zodariidae.
Artens utbredningsområde är Madagaskar. Inga underarter finns listade i Catalogue of Life.